# Livingston (Kalifornia)
Livingston – miasto w Stanach Zjednoczonych, w stanie Kalifornia, w hrabstwie Merced.